# Veterupristisaurus milneri
Veterupristisaurus milneri è un dinosauro teropode facente parte della famiglia dei carcharodontosauridi vissuto nel Giurassico superiore, i cui resti fossili sono stati ritrovati all'interno della Formazione Tendaguru, posizionata nel sud-est della Tanzania.

## Descrizione

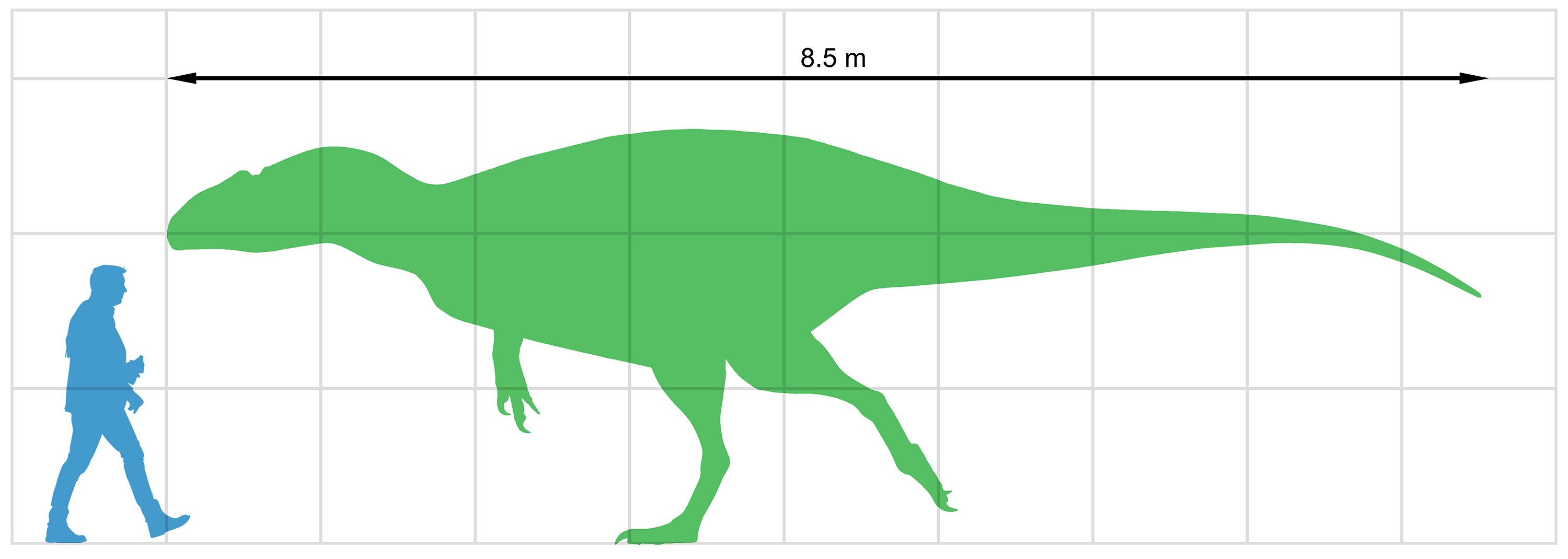
Dimensioni di V. milneri, a confronto con un uomo

I pochi resti fossili a disposizione su questo animale, tra cui una vertebra di circa 123 mm (4,8 in), indicano che l'intero animale poteva raggiungere dagli 8,5 m (28 ft) ai 10 m (33 piedi) di lunghezza, (stima basandosi sul suo parente più stretto Acrocanthosaurus). Tuttavia non è dato sapere se la vertebra che ha permesso tale stima appartenga ad un animale giovane o ad un adulto, pertanto queste stime sono ancora oggi dibattute. La morfologia della vertebra ritrovata dimostra una strettissima somiglianza con un altro dinosauro della stessa famiglia, Acrocanthosaurus. A supporto di questa parentela, il paleontologo Rauhut ha considerato l'ipotesi di istituire un gruppo-gemello tra Veterupristisaurus e Acrocanthosaurus, all'interno della famiglia dei carcharodontosauridae.

## Scoperta

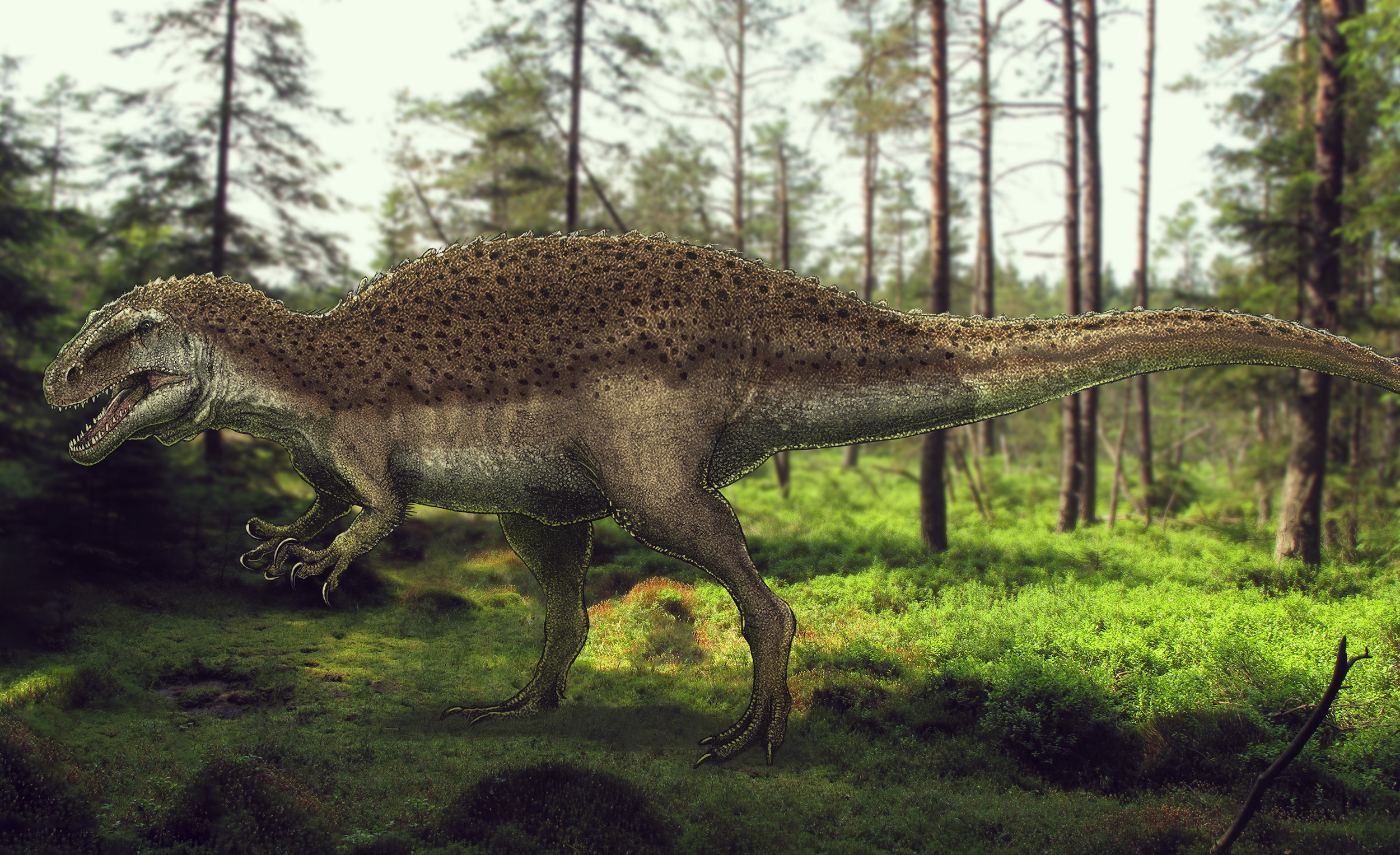
Ricostruzione di V. milneri

Veterupristisaurus è noto solamente per il suo olotipo, oggi targato MB R 1938, che consiste in un'unica vertebra caudale isolata. In seguito, sono state ritrovate altre due vertebre caudali, targate MB R 2166, ritrovate nella stessa località dell'olotipo, quindi non è da escludere che si possa trattare dello stesso animale. In seguito è stata ritrovata una nuova vertebra caudale anteriore, targata MB R 1940, che potrebbe appartenere a questo genere. L'olotipo fu raccolto nel St (EH), una località del Tendaguru, in Tanzania, nell'Africa Orientale Tedesca, e proveniente dal Middle Dinosaur Member, della Formazione Tendaguru, formazione risalente tra la fine del Kimmeridgiano e i primi del Titoniano, del periodo Giurassico, circa 154-150 milioni di anni fa.
Il Veterupristisaurus fu nominato per la prima volta da Oliver WM Rauhut, nel 2011 e la specie tipo di questo genere è V. milneri. Il nome generico significa letteralmente "antica lucertola-squalo", ciò si riferisce al fatto che, attualmente, Veterupristisaurus è il più antico rappresentante dei carcharodontosauridi, le cosiddette "lucertole dai denti di squalo". Il nome specifico, invece, onora la paleontologa Angela C. Milner.